# Hippolita
Hippolita (także Hippolyta; gr. Ἱππολύτη Hippolýtē, łac. Hippolyte) – mityczna królowa Amazonek. Córka boga wojny, Aresa i Otrere. Siostra Pentezylei, Antiopy i Melanippy.

## Mit
Posiadała przepaskę, która nadawała jej nadludzką siłę. Zdobycie przepaski Hippolity było dziewiątą pracą Heraklesa, który zebrał drużynę złożoną z najdzielniejszych wojowników i popłynął do portu Amazonek. Amazonki słyszały o Heraklesie i przyjęły go ciepło, ale bogini Hera rozpuściła plotkę, że wojownicy zamierzają porwać kilka Amazonek (lub według innej wersji – Hippolitę) i Amazonki chwyciły za broń. Rozegrała się krwawa bitwa, w wyniku której Herakles zabił Hippolitę i zabrał jej pas. Inna wersja mówi, że zakochana Hippolita oddała pas Heraklesowi a Hera puściła plotkę, że to właśnie Herakles chciał zabrać Amazonkę i oddać złoty pas córce Eurysteusa (tchórzliwego kuzyna Heraklesa). Niestety Amazonki uwierzyły w plotkę Hery i zaatakowały Heraklesa. W bitwie przez przypadek zginęła Hippolita. Herakles ze smutkiem odpłynął, ponieważ także zakochał się w pięknej Amazonce i miał zamiar ją poślubić, a pas oddać córce Eurysteusza. Inna wersja tej historii mówi, że Herakles, który nie przywykł do walki z kobietami, rozkochał ją w sobie, a ona w dowód swojej miłości sama podarowała mu pas. Jeszcze inna wersja podaje, że jeden z towarzyszy Heraklesa – królewicz Aten, Tezeusz, porwał siostrę Hippolity – Antiopę razem z pasem (lub też Antiope zakochała się w nim i sama dostarczyła wykradziony pas, a Hippolita stanęła na czele wyprawy przeciw Tezeuszowi) lub też porwał samą Hippolitę. Ożenił się z branką (Antiope lub Hippolitą) i spłodził syna Hippolytosa (Hipolit). Według ostatniej z wersji, Hippolita zginęła podczas polowania, zabita przypadkowo przez inną siostrę – Pentezyleę.

## Obecność w sztuce i nauce
W powstałej w 1594 roku komedii zatytułowanej Sen nocy letniej autorstwa Williama Szekspira występuje postać Hippolity. Została ona przedstawiona jako kobieta dumna i mądra. Jest narzeczoną Tezeusza. Podobny wątek można odnaleźć także w operze Vivaldiego – Ercole su'l Termodonte. Postać Hippolity pojawia się również w komiksach:
- W DC Comics jako Królowa Hippolita (ang. Queen Hippolyta), władczyni Amazonek i matka Diany z Themysciry, lepiej znanej jako Wonder Woman (debiut w All-Star Comics Vol 2 #8 ze stycznia 1942 roku[1], współczesna wersja zadebiutowała w Wonder Woman Vol 2 #1 z lutego 1987 roku)[2],
- W Marvel Comics jako Hippolita (ang. Hippolyta), amazońska wojowniczka, córka Aresa i Otrere (debiut w Thor Vol 1 #127 z kwietnia 1966 roku)[3].